# Symbrenthia cotanda
Symbrenthia cotanda är en fjärilsart som beskrevs av Moore 1874. Symbrenthia cotanda ingår i släktet Symbrenthia och familjen praktfjärilar. Inga underarter finns listade i Catalogue of Life.